# Matériau biosourcé
Les matériaux biosourcés sont une catégorie de matériaux fabriqués, en partie ou en totalité, à partir de substances dérivées d'organismes vivants, ou ayant été vivants, comme les végétaux, les animaux, ou les micro-organismes, dont les bactéries, les champignons et les levures. Ces substances sont parfois issues de déchets ou de coproduits de l'agriculture ou des industries agroalimentaire ou forestière.
Les matériaux biosourcés constituent une large palette de matériaux, dont la fabrication peut nécessiter des étapes de purification et transformation plus ou moins complexes. On peut ainsi distinguer:
- les matériaux peu transformés, souvent utilisés dans le bâtiment (par exemple: bois, chanvre, paille, ouate de cellulose, textiles recyclés, balles de céréales, miscanthus, liège, chaume, herbe de prairie, champignons avec les mycomatériaux),
- les fibres textiles biosourcées, souvent traitées et teintes par des procédés chimiques (par exemple: laine, soie, coton, lin)
- les papiers et cartons issus de l'industrie papetière
- une partie des bioplastiques, dont la fabrication implique des techniques avancées de synthèse chimique ou biologique (par exemple : acide polylactique, acétate de cellulose, polyhydroxyalcanoate).

Les matériaux biosourcés peuvent avoir de nombreux usages. Ils sont surtout utilisés comme matériaux et produits de construction dans le bâtiment, mais peuvent aussi l'être dans certains produits de décoration, dans l'habillement, dans l'emballage ou encore dans le mobilier fixe.

## Étymologie et sémantique
Le terme biosourcé signifie issu du vivant. Il s'oppose à d'autres origines de matériaux, comme pétrosourcé (issu de ressources fossiles) ou géosourcé (issu de ressources minérales).
Certains chercheurs parlent aussi d'agromatériaux (et de manière connexe d'agrocomposites) pour désigner les matériaux biosourcés issus de l'agriculture, et biodégradables,. Le terme matériaux biosourcés ne doit pas être confondu avec le terme écomatériaux qui inclut aussi les matériaux géosourcés, ainsi parfois que les matériaux de réemploi, réutilisés et recyclés.
Le terme matériaux géosourcés désigne les matériaux d'origine minérale, dit premiers, utilisables avec peu de transformation : terre crue, pierre.
Il n'existe pas de législation contraignante sur l'utilisation du terme biosourcé dans la plupart des domaines d'utilisation de ces matériaux. Cela signifie que les fabricants de matières biosourcées commercialisées peuvent l'employer même lorsque les matières premières biosourcées sont mélangées avec des matières premières d'autres sources. Par exemple, la certification allemande "DIN-Geprüft Biobased" emploie trois niveaux de certifications, qui indiquent le contenu biosourcé d'un produit: "Biosourcé 20-50%", "Biosourcé 50-85%", and "Biosourcé >85%".

## Les matériaux biosourcés dans le bâtiment

### Arguments des promoteurs des matériaux biosourcés
Cette section est promotionnelle ou publicitaire (mars 2025). Considérez son contenu avec précaution et/ou discutez-en.
Les matériaux biosourcés présentent l'intérêt de bien s'intégrer à la fois dans l'adaptation au changement climatique et dans la lutte contre le réchauffement climatique, via la bioéconomie notamment, car pouvant souvent être produits localement à partir de ressources renouvelables et d'être en fin de vie biodégradables.
Ils peuvent être utilisés tels quels (sans transformation) ou avec peu de transformation (bois, chanvre, textiles recyclés, ouate de cellulose, paille, lin…), ou de manière très transformée (ex. : nanocomposites à partir de polyalcool furfurylique).
Ils présentent pour certains des propriétés thermiques, acoustiques, et/ou hygroscopiques intéressantes ; ils permettent d'associer en parois multicouches efficaces en termes d'isolation thermique et phonique, des matériaux hygroscopiques (ex : béton de chanvre) et peu hygroscopiques (ex : enduits à base de chaux hydraulique naturelle) différentiellement capables d'inertie thermique et de régulation (« pouvoir tampon à l'humidité ».),. À certaines conditions, ils peuvent être utilisés dans le secteur de la rénovation ou de la restauration de monuments historiques et du patrimoine construit ancien.
Concernant leurs propriétés acoustiques, leur structure poreuse et leur composition naturelle, souvent à base de fibres végétales ou de granulats, leur confèrent de très bonnes propriétés d'absorption sonore. Ces matériaux rivalisent avec les matériaux traditionnels comme les laines minérales en termes de performance acoustique. Par exemple, les laines végétales absorbent efficacement les bruits grâce à leur porosité élevée, tandis que les bétons végétaux et les panneaux de fibres offrent des performances intéressantes pour l'atténuation sonore et l'isolation,. De plus, leur caractère léger et flexible permet une adaptation à diverses applications dans le bâtiment, tout en maintenant une efficacité acoustique notable.
Remplacer les matériaux traditionnels par des matériaux biosourcés permet un gain significatif du « poids carbone » (de l'« empreinte carbone »), par effet de substitution (sans prise en compte de la séquestration, et de la méthode dynamique). Ils sont souvent issus de ressources renouvelables ou de sous-produits agricoles, réduisant ainsi la dépendance aux matières premières fossiles et non renouvelables,. Leur production génère généralement moins de gaz à effet de serre, et ils contribuent à la réduction de l’empreinte carbone des bâtiments. Selon les comparaisons statistiques effectuées par le hub des prescripteurs bas-carbone, le recours aux matériaux biosourcés diminuerait ainsi jusqu'à 60 % de l'impact carbone pour un grand nombre de produits (cloisonnement, bardages, fenêtres, portes, revêtements de sols durs, revêtements muraux, planchers, isolants, etc.). De plus, ces matériaux sont parfois compostables ou recyclables, ce qui prolonge leur cycle de vie et diminue les déchets. Enfin, leur contribution à la qualité de l'air intérieur est un autre atout, car ils libèrent peu de composés organiques volatils (COV), contrairement à certains matériaux synthétiques. Cependant, utiliser les matériaux biosourcés demande une certaine adaptation au niveau opérationnel : enjeux de coût, de disponibilité, d'assurabilité, de caractéristiques techniques, etc.

### Enjeux sociétaux
L’utilisation des matériaux biosourcés dans la construction présente de nombreux avantages sociétaux :
- Impact environnemental et circuits courts

La production et utilisation des matériaux biosourcés permet la baisse des émissions de gaz à effet de serre, notamment du fait de la provenance des matières premières et d’une transformation moins importante.
De plus, elle favorise les circuits courts en utilisant des matériaux recyclables et en offrant plus d’opportunités de culture et de transformation locale ce qui permet de réduire les émissions de CO2 liées au transport des matériaux.
- Transfert vers une économie plus locale

Valorisation des filières agricoles et forestières locales en créant de nouvelles opportunités économiques pour les agriculteurs et sylviculteurs. En diversifiant l’économie locale, cela permet la relance de ces secteurs voire la création de nouvelles filières, ce qui ouvre de nouvelles opportunités d’emplois.
- Création d’un habitat plus sain et plus agréable à moindre coût

Les matériaux biosourcés, moins transformés que les matériaux synthétiques, libèrent peu de composés organiques volatils (COV) ce qui rend l’air de l’habitat plus sain.
De plus, ils ont la capacité d’absorber et restituer l’humidité ce qui permet de participer au confort hygrométrique des habitations, tandis que leur porosité ouverte emprisonne l’air ce qui en fait des isolants thermiques et acoustiques.
Ces propriétés permettent de contribuer à des infrastructures publiques et des habitats plus calmes et plus sains tout en réduisant les dépenses liées au chauffage, la climatisation et la ventilation de l’habitat.
Cependant, la démocratisation de leur utilisation est entravée par plusieurs obstacles.
En effet, les capacités de production actuelles des matériaux biosourcés sont insuffisantes pour répondre à une demande plus accrue, ce qui limite leur adoption à grande échelle. L’industrie des matériaux biosourcés est encore un marché de niche, et leur prix est donc plus important que celui des matériaux usuels, ce qui freine leur usage a une plus grande échelle.
De plus, le modèle agricole actuel est  tourné vers des cultures intensives ce qui n’est pas adapté pour la production de matières premières comme le chanvre ou le lin, l’adoption des matériaux biosourcés à grande échelle nécessite donc une transition agricole vers des formes de permacultures, qui sont aussi bénéfiques pour l’environnement.

### Matériaux biosourcés en France

#### Contexte et développement des matériaux biosourcés
Dans le contexte multicrise (crise de la biodiversité, crise du dérèglement climatique, crise socio-économique, crise des matériaux et de l'énergie), une construction plus durable et soutenable est souhaitée.
Dans le contexte des lois Grenelle une écolabellisation émerge (« bâtiment biosourcé » pour la construction neuve), et en mars 2010, la filière des matériaux biosourcés est classée par un rapport du Commissariat général au développement durable (CGDD), comme l'une des 18 filières vertes à fort potentiel de développement économique pour l'avenir. Le rapport intitulé « Les filières industrielles stratégiques de l'économie verte » publié par le Ministère de l’Écologie en avril 2010 dit que « L'ambition de la France pour la filière biomatériaux (hors bois matériaux) doit être de : Devenir un leader industriel européen de la « bio plasturgie » et de la « bio construction » […] ; Maîtriser les technologies de rupture et posséder un portefeuille de propriété intellectuelle riche de nouveaux biomatériaux ; Être leader dans le recours aux biomatériaux sur les marchés potentiels […]. De telles ambitions permettraient de parvenir à des taux d'incorporation supérieurs à 10% à l'horizon 2020 et de créer plusieurs dizaines de milliers d'emplois directs et indirects ».
En 2015, la loi du 17 août 2015 relative à la transition énergétique pour la croissance verte (article 5) stipule que « l'utilisation des matériaux biosourcés concourt significativement au stockage de carbone atmosphérique et à la préservation des ressources naturelles » et qu' « elle est encouragée par les pouvoirs publics lors de la construction ou de la rénovation des bâtiments ».
Mi-2010, la Direction de l'habitat de l'urbanisme et des paysages (DHUP) lance une concertation avec les professionnels du bâtiment, les administrations concernées et les représentants des filières de matériaux de construction biosourcés pour identifier et lever les freins rencontrés par cette filière, aboutissant à un 1er plan d'actions « matériaux de construction biosourcés » porté par la DHUP, suivi en 2014 d'un second plan, parallèlement à des démarches de soutien à la R&D et à la mise en place d'un réseau de compétences au sein du Cerema et du monde scientifique (ex : Karibati, projet « Mabionat » (Matériaux BIOsourcés et NATurels pour une construction durable) pilotée par l'Ifsttar et le Cerema, accompagnement et soutien de programmes de R&D tels que l'opération de recherche.
Ces matériaux sont ensuite peu à peu rendus obligatoires, via notamment une nouvelle réglementation environnementale, RE2020, entrée en vigueur le 1er janvier 2022. Cette norme vise notamment : 
- la décarbonation du secteur de la construction, via un changement d'échelle pour la construction bas-carbone et donc prendre en compte de l'impact carbone des matériaux utilisés dans le bâtiment, de sa construction à sa démolition. 
Pour cela, les matériaux biosourcés sont promus comme alternatives à certains matériaux de construction dont l'empreinte carbone et l'empreinte écologique sont devenues insoutenables. 
L'analyse de cycle de vie (ACV) proposée prend notamment en compte le stockage carbone des matériaux utilisés, particulièrement important pour le bois et d'autres matériaux biosourcés. Le matériau bois est en effet particulièrement vertueux sur le plan de la méthode dite de l'ACV dynamique, puisqu'il capte du carbone en début de cycle de vie, avant de le libérer en fin de cycle de vie. Le recours au bois et à d'autres matériaux d'origine végétale est encouragé par la RE 2020.
- La RE 2020 vise aussi à rendre les bâtiments plus agréables et plus résilients en cas de forte chaleur, en poussant les constructeurs à développer et mettre en œuvre des solutions de climatisation passive pouvant notamment passer par le recours à des matériaux biosourcés et géosourcés aux propriétés thermiques et acoustiques intéressantes[8],[9].

La loi Climat et résilience a aussi renforcé l'usage des matériaux biosourcés dans la construction (article 15 ter nouveau) : à partir du 1er janvier 2028, des matériaux biosourcés seront obligatoires dans au moins 25 % des rénovations et constructions dans lesquelles intervient la commande publique. Un décret en Conseil d'État précisera les conditions de validation de cet objectif pour chaque commande publique ; autant d'opportunités pour le secteur des matériaux biosourcés et géosourcés.
Selon une étude de l'« Association des industriels de la construction biosourcée » (AICB), en France, le marché de ces matériaux a nettement progressé de 2018 à 2023 (130 millions de m² d'isolants biosourcés posés de 2016 à 2020, soit +87% pour cette période).
Les filières se sont organisées en associations représentatives, avec notamment l'Association des Industriels de l'Isolation Végétale (ASIV), Bâtir en Balles, Chanvriers en Circuits Courts, Construire en Chanvre, l'Association Européenne des Fabricants de Ouate de Cellulose (ECIMA) et le Réseau Français de la Construction Paille (RFCP))
Selon les données fournies par les filières et recoupés avec des études de marché faites par l'ADEME, en estimant qu'une tonne de matières végétales valorisées dans le bâtiment permet correspond à environ 1,8 tonne de CO2 stockées (le temps de la vie du bâtiment et d'un éventuel recyclage/réutilisation ensuite).
En France, en 2023, environ 11 % des isolants thermiques vendus par les industriels de l'isolation seraient biosourcés et donc plus vertueux en termes d'empreinte carbone et climatique.

#### État des lieux des filières biosourcées
L'état des lieux de la filière réalisé par le Hub des prescripteurs bas carbone révèle que l'industrie de la construction commence à peine à intégrer les matériaux biosourcés. En France, en 2020, le bois arrive en première place, avec environ 8 % des parts du marché de la construction. Cependant, l'ensemble de la chaîne de valeur va devoir apprendre à concevoir, réaliser et exploiter différemment afin d' intégrer pleinement les matériaux biosourcés à horizon 2030. Pour cela, il est important de ne pas opposer les matériaux, mais plutôt de viser des performances à la fois techniques, bas carbone et économiques, au travers une mixité de solutions.
La France dispose essentiellement de deux types de matériaux biosourcés : le bois et les plantes à fibre. En effet, c'est le premier producteur de plantes à fibre (comme le chanvre) et la troisième ressource forestière d'Europe. Les fibres végétales sont surtout utilisées dans la réalisation d'isolants, mais aussi pour du béton alternatif. La disponibilité de cette ressource ainsi que l'état de semi-industrialisation (voire d'industrialisation selon les plantes) des filières concernées permettront de répondre à la hausse de la demande dans les années à venir, à condition que les acteurs continuent à se structurer et à soutenir ce développement.
Le bois français est déjà bien exploité dans le secteur du bâtiment. En effet, 63 % du bois utilisé dans ce secteur provient de forêts françaises. Aujourd'hui, le bois représente 8% des parts de marché dans la construction en France. La filière forêt-bois souhaite atteindre 20 à 30 % des parts d'ici à 2030. Pour respecter cet objectif, il est nécessaire d'optimiser l'articulation entre les différents acteurs de la chaîne de valeur de la transformation afin de garantir l'approvisionnement dans tout le pays. Afin de faire face à la hausse de la demande à venir en bois, le Hub des prescripteur bas carbone conseille de se tourner vers le bois feuillu, en complément du bois résineux.

#### Plan de relance 2020-2022
Afin de redresser rapidement et durablement l'économie française après la crise COVID, un plan de relance exceptionnel de 100 milliards d'euros est déployé par le gouvernement autour de trois volets principaux : l'écologie, la compétitivité et la cohésion. Deux volets concernent particulièrement les matériaux biosourcés dans la construction :
- Le volet rénovation énergétique : celui-ci valorise l'utilisation de matériaux biosourcés en rénovation.
- Le volet transition agricole, alimentation et forêt : celui-ci prévoit des aides aux investissements de protection face aux aléas climatiques et un plan de reboisement des forêts françaises et de soutien à la filière bois[31].

Selon le premier baromètre de l'AICB (l'association des industries de la construction biosourcée) publié en 2025 :  « Avec une augmentation de 95 % en volume depuis 2016 et un chiffre d’affaires atteignant 91,6 millions d’euros en 2023 », l’industrie des biosourcés confirme sa progression et son rôle pour la transition écologique dans le bâtiment. 11 % de l’isolation (qui totalise 260 millions de m2/an) est maintenant biosourcée. Ce secteur comprend 19 sites de production et 4 000 salariés.

### Perspective du marché des matériaux biosourcés

#### En France
Afin de respecter les ambitions de la SNBC, pour l'ensemble du secteur du bâtiment, les volumes doivent augmenter d'environ 60 % à l'horizon 2030 (rien que pour les produits bois) et être multipliés par 2,5 à l'horizon 2050 par rapport à 2015. En 2020, pour la seule filière bois, le marché de la construction mixte représente déjà plus de 10 milliards d'euros de valeur ajoutée créée annuellement. Et 205 000 emplois directs sur les marchés finaux de la construction durable et bas carbone, estime la filière.

#### Manifeste
Un manifeste pour la frugalité heureuse et créative a été signé par plus de 320 partenaires impliqués dans la valorisation des matériaux biosourcés. En plus du réemploi, il invite à repenser l'architecture à partir de l'existant. Le mouvement compte des associations régionales en France et outre-mer. Les co-auteurs sont Philippe Madec, architecte et urbaniste, Alain Bornarel, ingénieur, et Dominique Gauzin-Müller, architecte-chercheuse.

#### En Suisse
Une association, nommée Matilda, la matériauthèque, promeut les usages des matériaux biosourcés, géosourcés et issus du réemploi, à travers des conférences, des échanges de bonnes pratiques et de chantiers participatifs,.

## Les matériaux biosourcés dans l'emballage
Les papiers et cartons sont des matériaux biosourcés très utilisés dans l'emballage. 
Ils sont fabriqués à partir de cellulose, qui peut avoir plusieurs origines: le bois et d’autres matières ligno-cellulosiques (bagasse de canne à sucre, paille) ; le papier (dans le cas du recyclage) ; les plantes fibreuses comme le chanvre ou le lin ; le tissu (chiffons de coton) ; et le crottin (de cheval ou d'éléphant par exemple).

## Les matériaux biosourcés dans l'habillement
Avant l'invention et l'essor des fibres synthétiques (polyester, acrylique, polyamide - Nylon, etc) dans les années 1950, les vêtements étaient majoritairement fabriqués à partir de fibres et de matériaux biosourcés:
- laine
- cuir
- soie
- coton
- lin
- chanvre

Chaque type de matière présente des avantages et des inconvénients, notamment en termes d'impact environnemental et social.
Au début du XXIe siècle, des nouveaux matériaux biosourcés ont émergé pour le textile, comme le cuir de kombucha ou le cuir de mycélium. Ces nouvelles matières ne sont pas encore produites commercialement, malgré des tentatives prometteuses.